# Anacroneuria galba
Anacroneuria galba är en bäcksländeart som beskrevs av Jewett 1960. Anacroneuria galba ingår i släktet Anacroneuria och familjen jättebäcksländor. Inga underarter finns listade i Catalogue of Life.